# Velîkooleksandrivka, Kazanka
Velîkooleksandrivka (în ucraineană Великоолександрівка) este localitatea de reședință a comunei Velîkooleksandrivka din raionul Kazanka, regiunea Mîkolaiiv, Ucraina.

## Demografie
Componența lingvistică a localității Velîkooleksandrivka
     Ucraineană (92,53%)
     Rusă (6,86%)
     Alte limbi (0,45%)
Conform recensământului din 2001, majoritatea populației localității Velîkooleksandrivka era vorbitoare de ucraineană (92,53%), existând în minoritate și vorbitori de rusă (6,86%).